# Birk Irving
Alex Ferreira est un skieur acrobatique américain né le 26 juillet 1999.

## Palmarès

### Coupe du monde
- 1 petit globe de cristal :
  - Vainqueur du classement half-pipe en 2023.
- 7 podiums en half-pipe dont 4 victoires.

| Saison / Épreuve | Half-pipe                        |
| ---------------- | -------------------------------- |
| 2018-2019        | Mammoth Mountain                 |
| 2019-2020        | Cardrona                         |
| 2022-2023        | Copper Mountain Mammoth Mountain |